# Heer's
Heer's Department Store, met zijn oorspronkelijke locatie op Park Central West 138 (voorheen College Street) in Springfield, Missouri, was 80 jaar lang een van de grootste en meest prominente warenhuizen in het zuidwesten van Missouri. In 2002 werd het pand van  Heer's Department Store opgenomen in het Nationaal Register van Historische Plaatsen.

## Geschiedenis

### 1869-1995
Heer's werd in 1869 opgericht door de Duitse immigrant Charles H. Heer (1820-1898) en in 1882 geregistreerd als Charles H. Heer Dry Goods Company. In 1886 gaf Charles H. Heer de leiding van de winkel door aan zijn jongste zoon, Francis Xavier Heer (1862-1949). Na de dood van zijn vader werd Francis X. Heer winkeldirecteur en bleef dat tot aan zijn dood.
Nadat de winkel in 1913 door brand was verwoest, werd er een nieuw gebouw gebouwd op de locatie Park Central Square 138. Het nieuwe stalen gebouw van zeven verdiepingen was met terracotta bekleed en werd in september 1915 geopend. Op de openingsdag telde de winkel 21.000 bezoekers. 
In 1940 werd Heer's gekocht door Allied Stores of New York en onderging het een grondige renovatie, met onder andere airconditioning en roltrappen. In 1969 vonden er opnieuw renovaties plaats om het meer te laten lijken op grote warenhuizen in andere grote steden. In 1976 werd er een nieuwe Heer's-winkel geopend in de Battlefield Mall. In 1988 nam Heer's het warenhuis Newman's in de Northpark Mall in Joplin, Missouri over, onder leiding van president-directeur Janet Boswell. In de jaren negentig ging het bedrijf failliet. In 1994 werd de vestiging in Joplin gesloten en in 1995 werd het laatste Heer's warenhuis gesloten.

## Herontwikkeling
Het warenhuis Heer's, dat vaak werd omschreven als het grootste warenhuis in heel zuidwest-Missouri, was de meest prominente winkel die ooit op het Public Square in Springfield was gevestigd. Door het verwijderen van de beplating die in de jaren zestig aan het oudste deel van het gebouw was toegevoegd, is het gebouw grotendeels in zijn oorspronkelijke staat hersteld. Het grootste deel van de terracotta bekleding is nog aanwezig, evenals de originele kroonlijst en de meeste originele ramen. Het gebouw onderging een grootschalig restauratie- en renovatie, waarbij het voormalige warenhuis werd omgebouwd tot loftappartementen.